# Deolinda Bernardo
Deolinda Bernardo (Marinha Grande, Marinha Grande) é uma fadista portuguesa.

## Percurso
Iniciou-se no fado em 1992. No ano de 1996 ficou em 3.º lugar na Grande Noite do Fado, em Lisboa. No ano seguinte venceu a edição do Porto do mesmo certame.
Em 1998 lançou o seu disco de estreia chamado "Desafios".
É convidada pelo músico Rão Kyao a participar na gravação do álbum "Fado Virado A Nascente", editado em 2001, e na digressão que se seguiu. O seu marido, José Pires, foi o autor da letra da canção "Fado Nascente".
Colaborou com o grupo Quinteto de Coimbra no DVD "a cappella" de 2004.
Em 2005 forma com José Pires o grupo Alma Lusa. O primeiro disco, com temas originais, é editado no ano de 2006.
Deolinda Bernardo é um dos nomes participantes em "Adriano Sempre", disco de tributo a Adriano Correia de Oliveira.
Em 2008 lança, com o nome artístico de Deo, o álbum "Voando sobre o Fado"  composto de versões de temas do grupo Madredeus.
Em 2010 foi editado o CD "Rota dos Sentidos"  com vários clássicos da música portuguesa.
No ano de 2011 participa no Festival  Crizantema de Aur em Targoviste – Roménia. Em 2012 é cartaz da exposição “Fado – Longas Noites” do fotógrafo francês Tristan Jeanne-Valés, realizado em Cannes.

## Discografia
- Desafios - 1998
- Voando Sobre o Fado - 2008
- Rota dos Sentidos - 2010

## Prémios
- 1994 - Prémio de Interpretação no Festival da Canção de Seia
- 1994 - Prémio de Interpretação no Festival da Canção de Pernelhas - Leiria
- 1996 - 1.º Prémio na Grande Gala do Fado Amador da Marinha Grande
- 1996 - 3.º Prémio na Grande Noite do Fado em Lisboa
- 1997 - 1.º Prémio na Grande Noite de Fado no Porto